# Opius formosanus
Opius formosanus är en stekelart som först beskrevs av Watanabe 1934.  Opius formosanus ingår i släktet Opius och familjen bracksteklar. Inga underarter finns listade i Catalogue of Life.